# Kroatien i Eurovision Song Contest 2013
Kroatien kommer att delta i Eurovision Song Contest 2013 i Malmö i Sverige. De kommer att representeras av Klapa s Mora med låten "Mižerja".

## Internt val
Den 14 september 2012 bekräftade HRT sitt deltagande i tävlingen år 2013. Den 25 november bad HRT om bidrag som kunde skickas in i en månad framöver. Låtarna var enligt reglerna tvungna att för första gången framföras genom den traditionella kroatiska a cappella stilen som kallas för klapa. Låtarna behövde inte vara traditionell klapa men kunde vara poplåtar med element av denna stil som kommer att vara en viktig del av landets bidrag år 2013.
Den 6 december meddelade HRT att man inte skulle använda sig av en nationell uttagning utan att man istället skulle välja sitt bidrag internt från de som skickas in. Totalt 60 bidrag skickades in till TV-bolaget. Bland de artister som man vet skickade in ett bidrag finns Franko Krajcar, Petar Beluhan, Marko Tomasović, Rajko Suhadolčan, Andrej Babić, Duško Rapotec-Uta, Željko Barba, Miroslav Buljan och Željan Klašterka. De som fick i uppgift att välja landets bidrag av de inskickade låtarna är Velimir Đuretić, Nikša Bratoš, Ante Pecotić, Vesna Karuza och Mojmir Čačija. Den 15 januari 2013 meddelade HRT att juryn valt låten "Mižerja" skriven av Goran Topolovac. Man valde även en låt med titeln "Cili svit za bili cvi" som reservbidrag.
TV-bolaget kom att bilda en ny musikgrupp med artister som kunde framföra bidraget. Den 28 januari 2013 rapporterades det att HRT valt medlemmarna till gruppen. Den 8 februari rapporterades det att HRT skulle avslöja bidraget under en presskonferens den kommande veckan. Den 11 februari presenterade man gruppen Klapa s Mora.

## Vid Eurovision

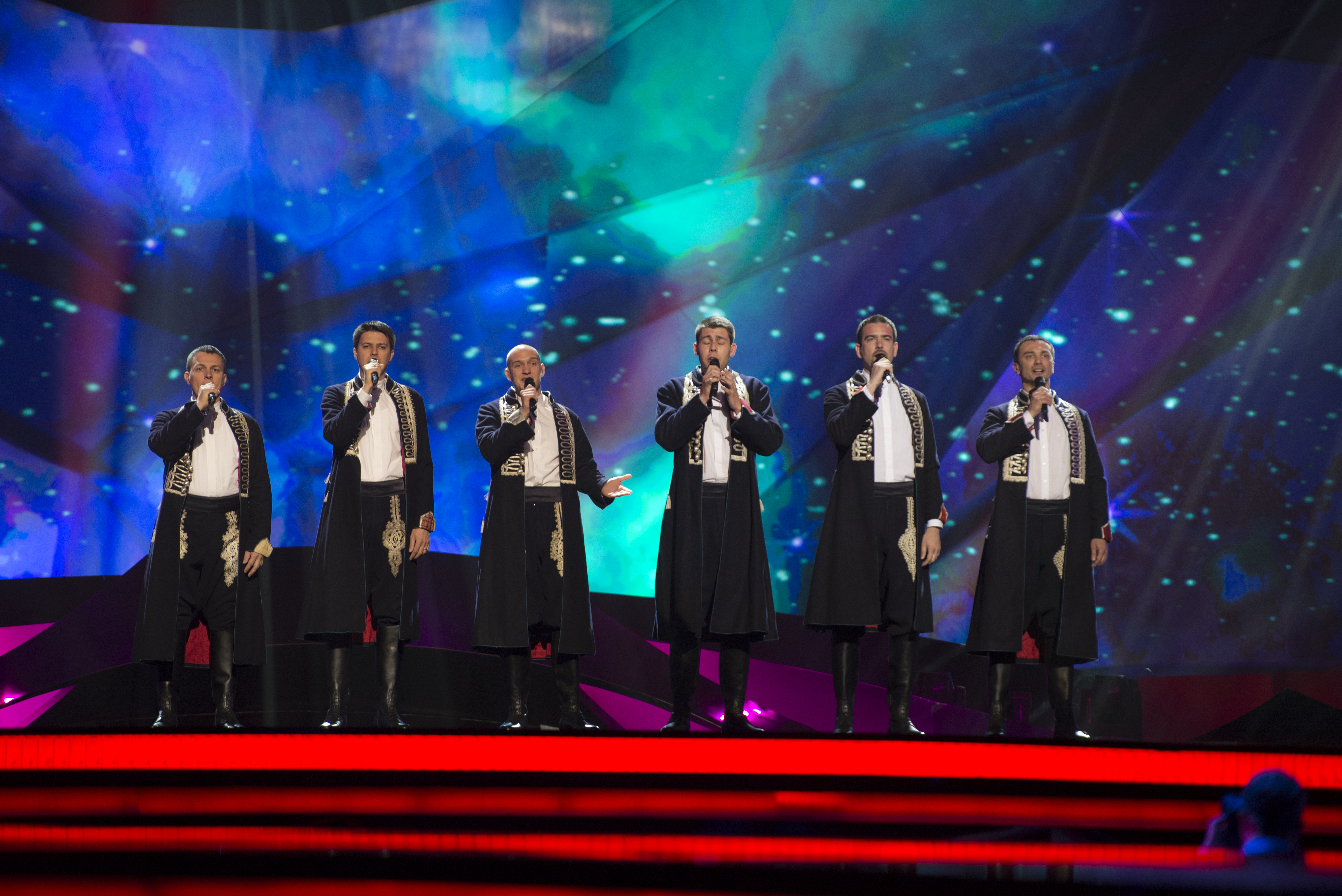
Klapa s Mora framför Mižerja under genrepet av Eurovision Song Contest 2013.

Kroatiens bidrag framfördes i den första halvan av den första semifinalen den 14 maj 2013 i Malmö Arena men gick inte vidare till final.